# 임마누엘

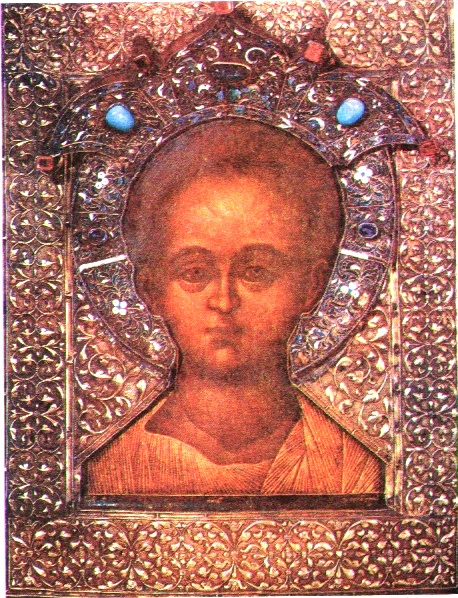
임마누엘의 성화상 (1668년) 러시아 미술관 소장

임마누엘(히브리어: עִמָּנוּאֵל, 고대 그리스어: Ἐμμανουήλ; Immanuel, Emmanuel, Imanu'el)은 구약 성서에 등장하는 인물. '이사야서' 7장 14절, 같은 8장 8절에 그 탄생이 예언된다. 기독교의 신약 성서의 '마태오의 복음서' 1장 23절에도 등장한다. 임마누엘은 두 개의 말, 임마누 (עמנו, Immanu, 우리들과 함께 있다)와 엘(אל, El, 하나님)을 조합한 이름으로, '하나님은 우리들과 함께 계신다'라는 의미이다.

## 이사야서에서의 임마누엘
선지자 이사야가 있었던 당시, 이스라엘은 북쪽의 이스라엘 왕국과 남쪽의 유다 왕국으로 분열되어 있었다. 아시리아의 압력이 높아지는 중, 유다 왕국의 왕 아하즈는 아시리아에 신종했지만, 아시리아에 적대하는 아람 (다마스쿠스)과 이스라엘 (에프 라임)이 동맹을 짰다는 통지가 도착해, 유다 왕국의 왕이나 백성도 동맹군의 침략의 위협의 전에 동요하고 있었다 (시리아 에브라임 전쟁).
'이사야서' 7장에 의하면 이 때, 예언자 이사야는 아하즈왕의 아래에서 향해, 사태를 두려워하지 말고 하느님을 따르라, 그러면 아람과 이스라엘의 침략도 성공하지 않을 것이라는 하느님의 말씀을 아하즈에게 전한다. 아하즈왕은 하느님의 말씀을 받아들이는 것을 주저하지만, 이에 대해 이사야는 만약 믿지 않는다면, '임마누엘이라는 이름의 아이가 태어난다'라는 '표시'를 당신들은 받을 것이라고 고한다. 임마누엘이 커지기 전에 아람도 이스라엘도 붕괴되어 제국이 황폐하는 대신에 유다에는 전대미문의 번영이 방문한다고도 말한다.

יד  לָכֵן יִתֵּן אֲדֹנָי הוּא, לָכֶם--אוֹת:  הִנֵּה הָעַלְמָה, הָרָה וְיֹלֶדֶת בֵּן, וְקָרָאת שְׁמוֹ, עִמָּנוּ אֵל. 

그러므로 주님께서 몸소 여러분에게 표징을 주실 것입니다. 보십시오, 젊은 여인이 잉태하여 아들을 낳고 그 이름을 임마누엘이라 할 것입니다.
— '이사야서' 7장 14절

계속 되는 8장에서는, 이사야는 태어난 2남에 '마헤르 살랄 하스 바즈' (노략품은 빨리, 약탈은 신속하게 온다)라는 이름을 적으라는 하나님의 말씀을 듣는다. 그 아이가 커지기까지 아시리아가 다마스쿠스나 이스라엘도 정복하고 유다에 강요하겠지만, 하나님이 우리와 함께 계시는 (임마누엘) 유익 제국의 동맹군이 유다 정복에 성공할 일은 없고 무서워해야 하는 것은 적군이 아니고 하나님이라는 것, 고뇌와 어둠으로부터 피할 방법은 없지만 그 전에 희망이 있는 것을 말한다.

ח  וְחָלַף בִּיהוּדָה שָׁטַף וְעָבַר, עַד-צַוָּאר יַגִּיעַ; וְהָיָה מֻטּוֹת כְּנָפָיו, מְלֹא רֹחַב-אַרְצְךָ עִמָּנוּ אֵל. 

그리하여 강물은 유다로 밀려들어 와 목까지 차게 되리라. 그 날개를 활짝 펴서 너의 땅을 온통 뒤덮으리라, 임마누엘!
— '이사야서' 8장 8절

그러나 결국 아하즈왕은 이사야의 말에 따르지 않고 아시리아에 따라 원군을 요구한다. 아시리아에 의해서 다마스쿠스나 이스라엘도 정복되어 유다도 속국이 되어 황폐해 버린다.

## 해석의 다양성
후에, 기독교의 탄생 후는 임마누엘은 성모 마리아의 처녀 잉태라 해석되게 되었다. 그러나, 7장 14절의 "almah" (아가씨)의 역을 둘러싼 논쟁도 있다 (처녀 잉태를 참조). 유대교에서는 하나님은 예수 탄생으로부터 거슬러 올라가는 것 수백 년의 아하즈왕의 시대를 향해서 표시를 보낸다고 말하고 있는 것, 임마누엘이 구세주이라고는 말하지 않은 등의 이유로부터 이 예언을 메시아 출현의 예언이라고는 생각하지 않았다.

## 인명
임마누엘은 기독교도의 퍼스트 네임에 넓게 붙여지게 된 것 외에 마누엘, 마뉴엘, 이매뉴얼, 에마누에이레, 에마누엘 등 여러가지로 변형되고 있다.

## 단체명
- 의무 마누엘 종합 전도단 (Immanuel General Mission)
- 임마누엘학교 (Immanuel Christian School)